# Canton d'Harnes
Le canton de Harnes est une circonscription électorale française située dans le département du Pas-de-Calais et la région Hauts-de-France.

## Géographie
Ce canton est organisé autour de Harnes dans l'arrondissement de Lens. Son altitude varie de 20 m (Harnes) à 46 m (Estevelles) pour une altitude moyenne de 29 m.

## Histoire
Le canton créé en 1973.

Le canton d'Harnes dans l'arrondissement de Lens

À la suite du redécoupage cantonal de 2014, les limites territoriales du canton sont remaniées. Le nombre de communes du canton passe de 3 à 6.

## Représentation

### Représentation avant 2015
| Période | Période      | Identité                  | Étiquette | Qualité                                                                       |
| ------- | ------------ | ------------------------- | --------- | ----------------------------------------------------------------------------- |
| 1973    | 1991 (décès) | André Bigotte (1927-1991) | PCF       | Ancien ouvrier mineur Maire d'Harnes (1972-1991) Député-suppléant (1981-1986) |
| 1991    | 2015         | Yvan Druon                | PCF       | Enseignant Maire d'Harnes (1991-2008) Vice-Président du Conseil Général       |

### Représentation à partir de 2015
| Période élective | Période élective | Mandat | Mandat   | Identité           | Nuance | Nuance | Qualité |
| ---------------- | ---------------- | ------ | -------- | ------------------ | ------ | ------ | --- |
| 2015             | 2021             | 2015   | 2017     | José Évrard        |        | FN     | Ancien employé de La Poste Député du Pas-de-Calais depuis 2017 Démissionnaire à la suite de son élection comme député. |
| 2015             | 2021             | 2017   | 2021     | Anthony Garénaux   |        | RN     | Conseiller municipal d'Harnes Chef de cabinet de Steeve Briois                                                         |
| 2015             | 2021             | 2015   | 2021     | Guylaine Jacquart  |        | RN     | Employée administrative Conseillère municipale d'Harnes                                                                |
| 2021             | 2028             | 2021   | en cours | Valérie Cuvillier  |        | PCF    | Enseignante Maire de Rouvroy (2016 → )                                                                                 |
| 2021             | 2028             | 2021   | en cours | Philippe Duquesnoy |        | PS     | Ancien cadre Maire de Harnes (2008 → )                                                                                 |

À l'issue du 1er tour des Élections départementales de 2015 dans le Pas-de-Calais, deux binômes sont en ballotage : José Évrard et Guylaine Jacquart (FN, 45,33 %) et Valérie Cuvillier et Bruno Troni (PCF, 23,02 %). Le taux de participation est de 48,87 % (15 284 votants sur 31 272 inscrits) contre 51,81 % au niveau départemental et 50,17 % au niveau national.
Au second tour, José Évrard et Guylaine Jacquart (FN) sont élus avec 52,63 % des suffrages exprimés et un taux de participation de 50,54 % (7 524 voix pour 15 806 votants et 31 272 inscrits).
José Évrard a quitté le Front national pour rejoindre Les Patriotes en novembre 2017. Il est remplacé par son suppléant Anthony Garénaux.
Au premier tour des élections départementales de 2021 dans le Pas-de-Calais les communistes et socialistes s'unissent, contrairement à ce qui s'était passé en 2015, autour de la candidature de Valérie Cuvillier, maire PCF de Rouvroy, et Philippe Duquesnoy, maire PS d’Harnes, et cette liste d'union devance de près de 700 voix (4 566 voix, 49,06 % des suffrages exprimés) celle des sortants du Rassemblement national Anthony Garénaux et Guylaine Jacquart (3 864 voix, 41,52 %) et celle des écologistes Saliha Benmostefa et Fabrice Pancerz (877 voix, 9,42 %)
Lors de ce scrutin, marqué par la pandémie de Covid-19 en France, 67,69 des électeurs se sont abstenus,.
Au second tour, la liste d'union de la gauche obtient la majorité absolue des suffrages exprimés, avec 5 348 voix (57,24 %), battant largement celle su rassemblement national qui a obtenu 3 995 voix (42,76 %). Lors de ce scrutin, 67,42 % des électeurs se sont abstenus.

## Composition

### Composition de 1973 à 2015
Le canton de Harnes regroupait trois communes.
| Nom                | Code Insee | Codepostal | Superficie (km2) | Population (dernière pop. légale) | Densité (hab./km2) |
| ------------------ | ---------- | ---------- | ---------------- | --------------------------------- | ------------------ |
| Harnes (chef-lieu) | 62413      | 62440      | 10,76            | 12 220 (2012)                     | 1 136              |
| Estevelles         | 62311      | 62880      | 2,54             | 1 981 (2012)                      | 780                |
| Pont-à-Vendin      | 62666      | 62880      | 2,01             | 3 135 (2012)                      | 1 560              |

### Composition depuis 2015
Le nouveau canton de Harnes comprend six communes entières.
| Nom | Code Insee | Intercommunalité | Superficie (km2) | Population (dernière pop. légale) | Densité (hab./km2) | Modifier |
| --- | ---------- | ---------------- | ---------------- | --------------------------------- | ------------------ | -------- |

## Démographie

### Démographie avant 2015
| 1975   | 1982   | 1990   | 1999   | 2006   | 2011   | 2012   |
| ------ | ------ | ------ | ------ | ------ | ------ | ------ |
| 18 396 | 18 029 | 18 741 | 18 286 | 17 764 | 17 220 | 17 336 |

### Démographie depuis 2015
En 2022, le canton comptait 42 690 habitants, en évolution de −1,24 % par rapport à 2016 (Pas-de-Calais : −0,72 %, France hors Mayotte : +2,11 %).
| 2013   | 2018   | 2022   |
| ------ | ------ | ------ |
| 43 185 | 43 267 | 42 690 |